# Notre-Dame des Grâces
Pour les articles homonymes, voir Notre-Dame et Notre-Dame-de-Grâces.
 (mai 2015).
Si vous disposez d'ouvrages ou d'articles de référence ou si vous connaissez des sites web de qualité traitant du thème abordé ici, merci de compléter l'article en donnant les références utiles à sa vérifiabilité et en les liant à la section « Notes et références ».
Notre-Dame des Grâces est une statue réputée miraculeuse commandée par la Sainte Vierge durant une apparition témoignée par un ermite au début du XVIIe siècle[réf. nécessaire], sur une colline située au-dessus du village de Varces-Allières-et-Risset en Isère. Cette statuette aurait fait l'objet de nombreuses grâces et connut durant un certain temps un véritable culte local.

## Histoire
Au début du XVIIe siècle, la Vierge Marie serait apparue à un pieux ermite dans sa grotte qui se trouvait sur une colline au-dessus de Varces-Allières-et-Risset. Elle lui aurait demandé de tailler son effigie. Après avoir réalisé ses demandes, l'ermite aurait emportée la statuette de bois à Grenoble, où elle fut vénérée dans le couvent Sainte-Cécile. De nombreuses grâces se seraient exaucées, c'est pourquoi on la surnomma Notre-Dame des Grâces.

## Aujourd'hui
Depuis la fermeture de l'abbaye Sainte-Cécile de Grenoble en 2003, la statue est conservée dans l'abbaye de Chambarand.